# Digitaria insularis
Digitaria insularis là một loài thực vật có hoa trong họ Hòa thảo. Loài này được (L.) Mez ex Ekman mô tả khoa học đầu tiên năm 1912.

## Hình ảnh

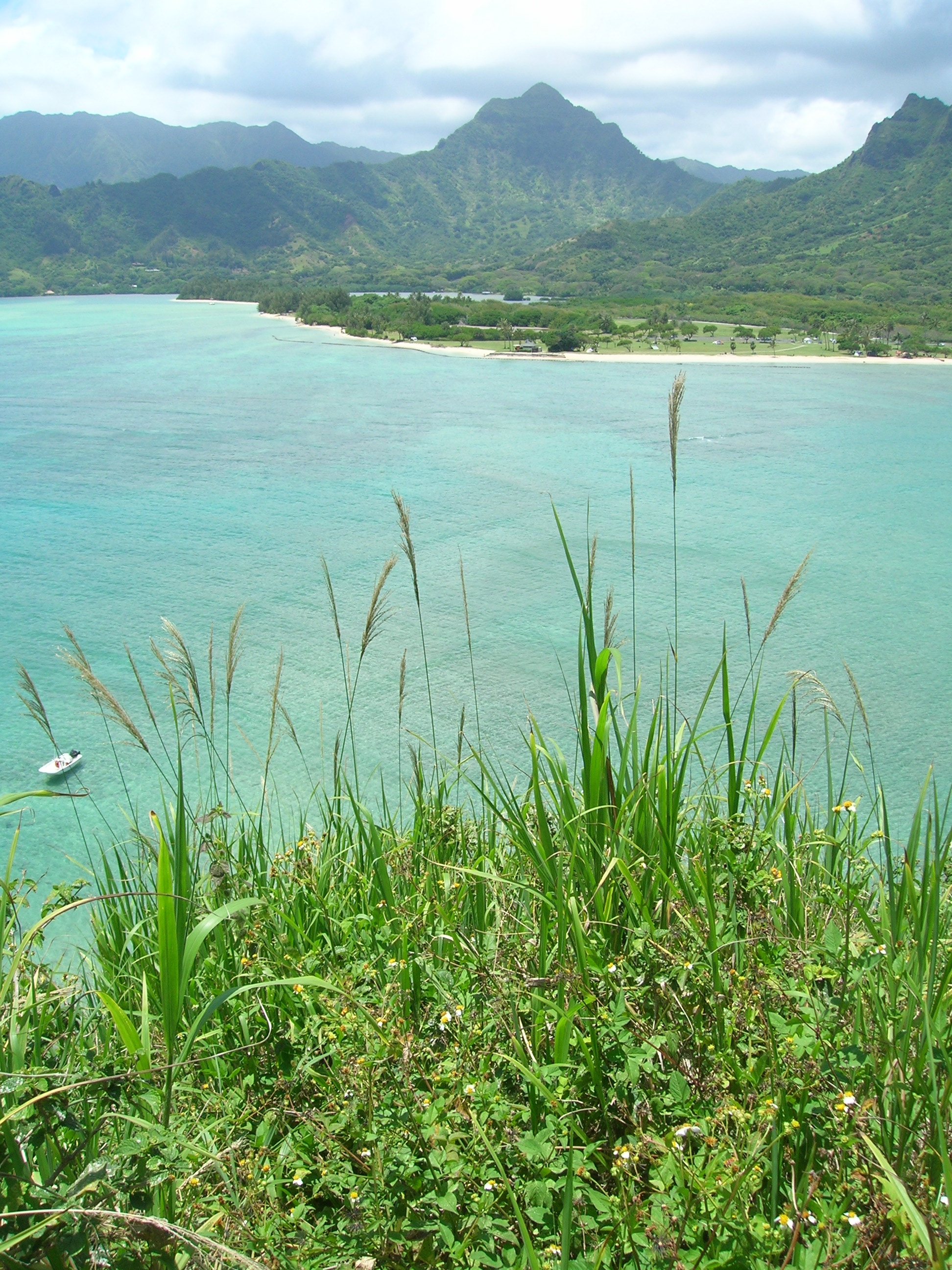
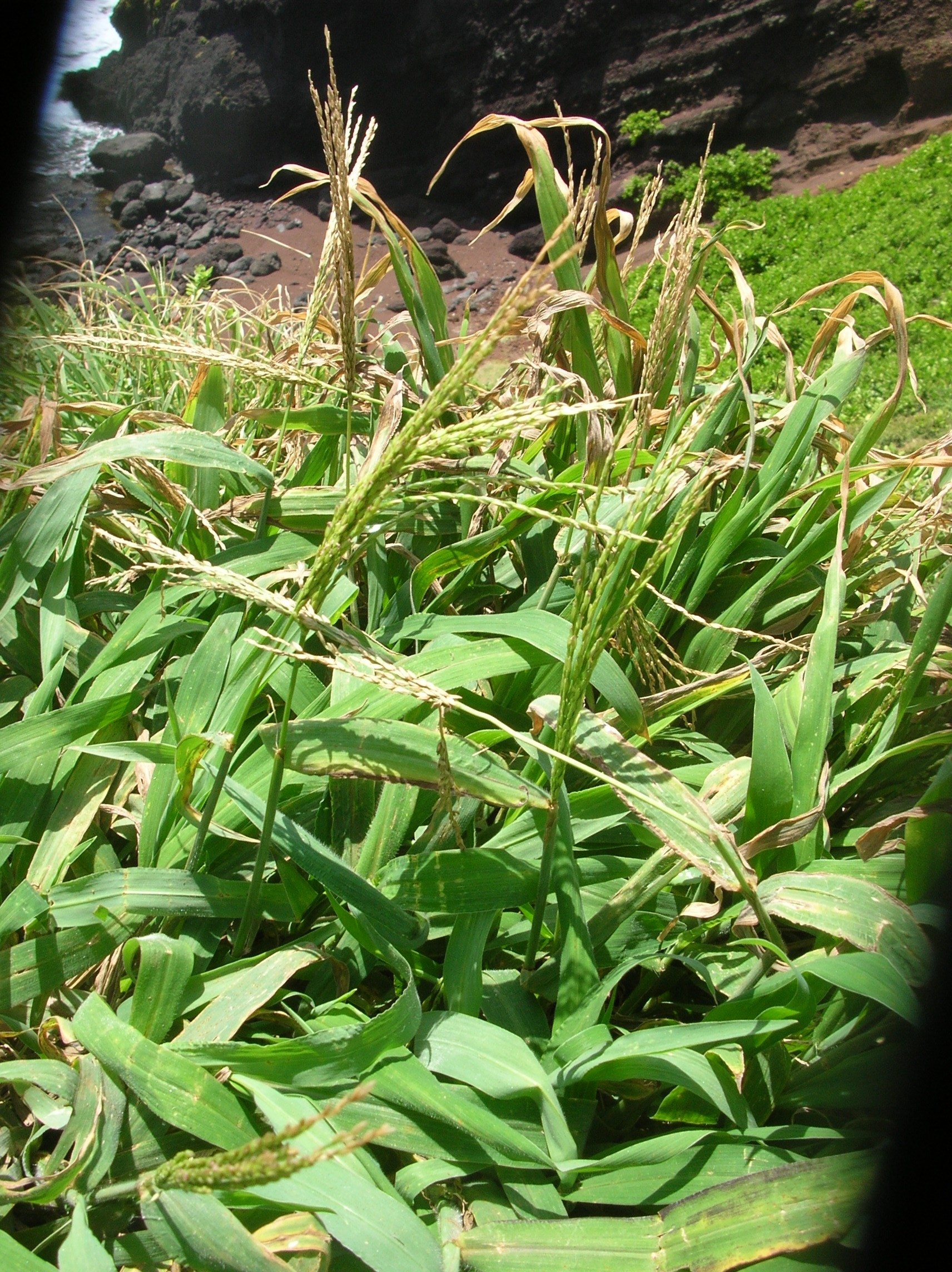
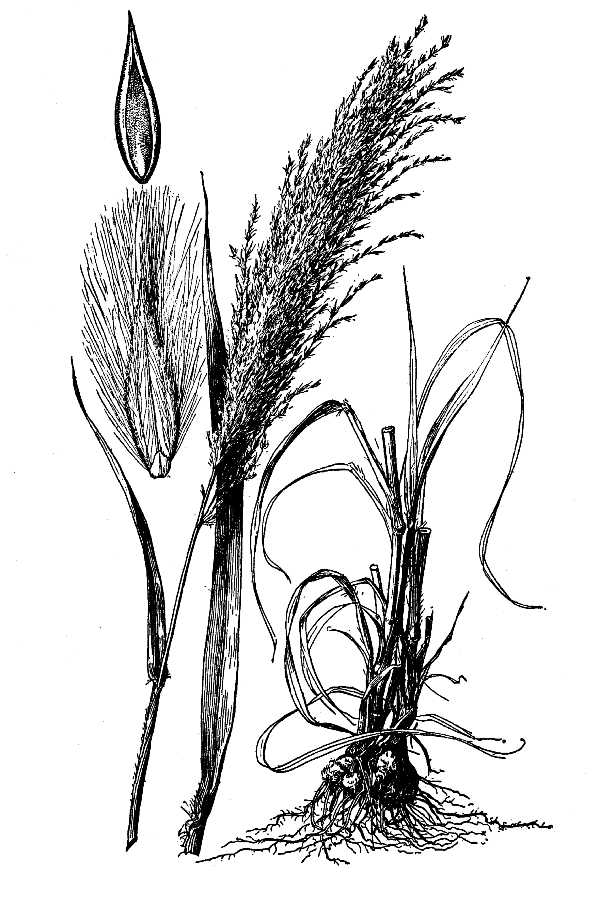
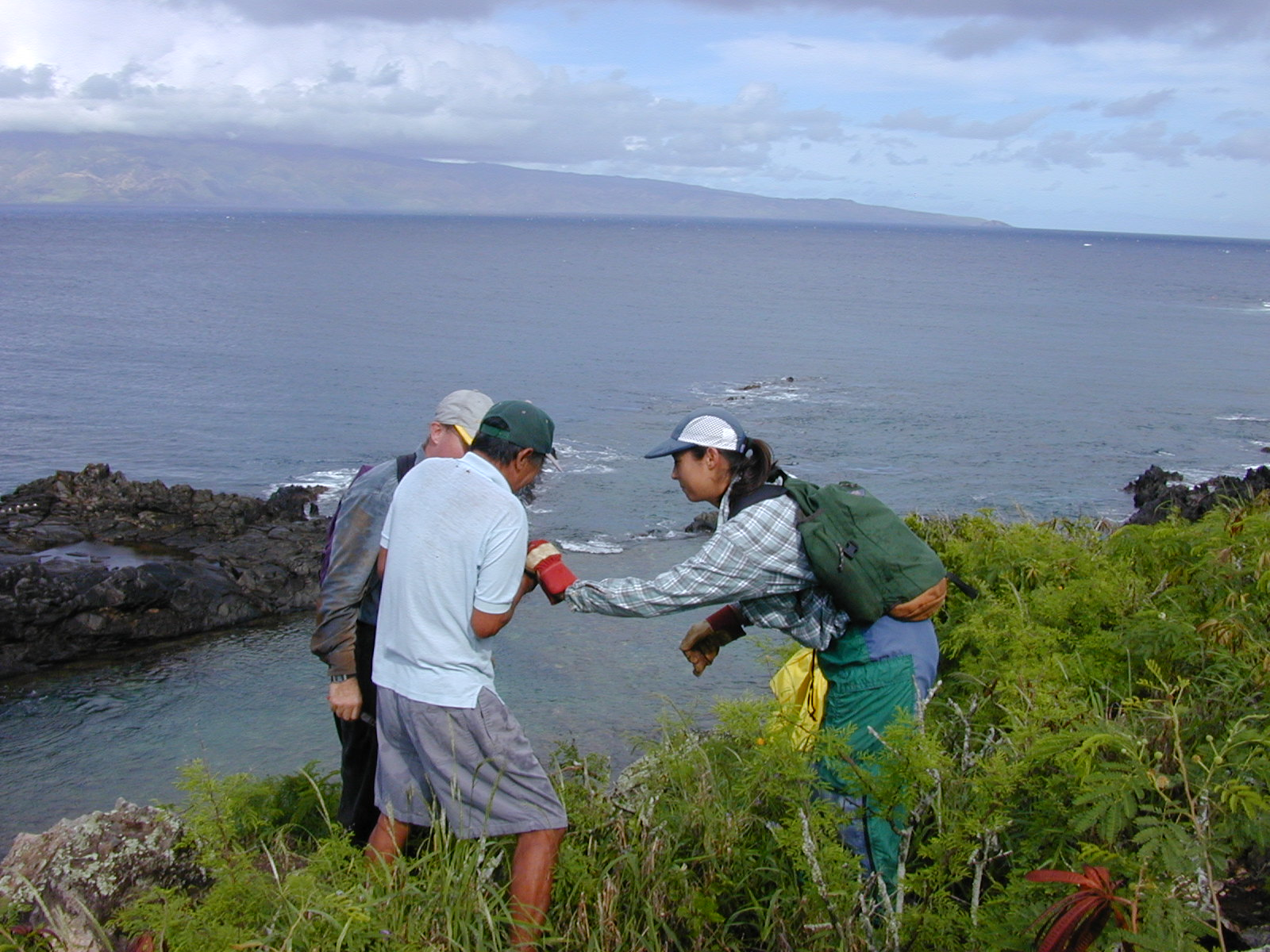